# Paul de Leeuw
Paul Henri de Leeuw (Rotterdam, 26 marzo 1962) è un comico, cantante e attore olandese.

## Biografia
Paul ottenne la fama nazionale negli anni '80 e '90, grazie a degli show per la compagnia VARA. Nonostante la satira fosse solo una parte di questi show e gran parte del suo umorismo non era dannoso, apparve nella pubblicità con la satira dello show olandese. Divenne poi anche famoso come cantante coi singoli: Vlieg met me mee (#2), Ik wil niet dat je liegt / Waarheen, waarvoor (#1) (versione olandese del singolo di Laura Pausini, La solitudine) e 'k Heb je lief (#3). Continuando per questa strada egli continuò ad avere gran successo, soprattutto nei Paesi Bassi.
Il 29 aprile 2007, il giorno prima del cosiddetto "Queen's day", fu nominato Cavaliere dell'ordine chiamato: "Orde van de Nederlandse Leeuw". Tra il 2012 e il 2013 ha condotto il programma Langs de Leeuw.

## Discografia
- Voor u majesteit (1991)
- Van u wil ik zingen (1992)
- Plugged (1993)
- ParaCDmol (1994)
- In heel Europa was er niemand zoals jij (1995)
- Filmpje (1996)
- Encore (1996)
- Lief (1997)
- Stille liedjes (1999)
- Kerstkransje (2001)
- Zingen terwijl u wacht (2001)
- Metropaul (2004)
- Duizel mij (2005)
- Mooi! Weer Een Cd (2006)
- Het wordt winter (2008)

## Filmografia
- Jan Rap en z'n maat (1989)
- Filmpje! (1995)
- Heerlijk duurt het langst (1998)
- De Pijnbank (1998)
- Max Lupa (1999)
- Yes Nurse! No Nurse! (2002)
- K3 en het magische medaillon (2004)
- Alles is liefde (2007)
- Spion van Oranje (2009)